# Drottning Gåsfot
Drottning Gåsfot, fransk originaltitel La Rôtisserie de la reine Pédauque, är en satirisk roman från 1893 av den franske författaren Anatole France, som vann nobelpriset i litteratur 1921. Boken handlar om huvudpersonen Jacques "Stekvändare" Ménétriers prövningar under 1700-talets början. Boken har beskrivits som Frances mest uppskattade roman.

## Handling
Drottning Gåsfot utspelar sig i Paris under 1700-talets början. På Rue Saint-Jacques, mitt emot kyrkan Saint-Benoît-le-Bétourné, bor protagonisten Jacques Stekvändare, född Elme Laurent Jaques Ménétrier, som i boken berättar i jag-form. När han är sex år får han ta över hunden Mirauts syssla att vända på spettet i sin fars stekstuga Drottning Gåsfot. Kapucinen Broder Ange är stamgäst. En dag kommer abbé Jérôme Coignard in i stekstugan, och bestämmer sig för att börja undervisa Jacques i latin, grekiska och ett "kristligt leverne" mot att få fri mat i stekstugan. Abbén är av åsikten att man inte kan komma till himlen genom späkningar och avhållsamhet, utan menar att "jag har för vana att be till världens gudomlige skapare: Min Gud, bevara mig för dygden, om den avlägsnar mig från heligheten." Av Coignard får Jacques veta att:
| ”                                                 | Det är att märka, min son, att de största helgonen äro botfärdiga syndare, och, eftersom ångern står i direkt förhållande till felet, är det hos de största syndarna som ämnet finnes till de största helgonen. Jag skulle kunna illustrera denna lära med ett stort antal beundransvärda exempel. Men jag har sagt tillräckligt för att låta dig förstå, att helighetens grundämne är den sinnliga lustan, oåterhållsamheten, alla köttets och andens orenligheter. Det är endast av vikt, efter det man samlat detta ämne på hög, att bearbeta det efter den teologiska metoden och att så att säga forma det till en bild av ånger, vilket är en affär på några år, några dagar och stundom ett enda ögonblick. Om du har förstått mig rätt, skall du alltså icke utmatta dig med eländiga omsorger för att bli en hederlig karl enligt världens mening, och du skall endast vinnlägga dig om att tillfredsställa den gudomliga rättvisan. | „ |
| – Ur Drottning Gåsfot, från en upplaga från 1928. | |   |

Den mystiske Herr d'Astarac kommer även han in i stekstugan, och övertygar abbén och Jacques Stekvändare att flytta till sitt slott där de skall översätta texter från antika språk, framför allt av Zosimos. Väl där märker abbén och Jacques att d'Astarac är alkemist, vilket ogillas av den religiöse abbén; likväl fortsätter de sitt arbete. De introduceras till juden Mosaïde som är över hundra år gammal och som bor i ett gammalt skjul i slottsgårdens utkanter. Mosaïde har även en brorsdotter, Jahel, som Jaques Stekvändare blir kär i.
Under en permission från slottet bjuds abbén och Jacques Stekvändare in på mat av en gammal vän till Jacques, en mycket vacker kvinna som Jacques Stekvändare hyser varma känslor för. Huset tillhör en av kvinnans älskare, men det är en annan älskare som är där vid festtillfället. Det hela urartar när älskaren som äger huset återvänder. Abbén råkar mörda honom, och älskaren, som heter Herr d'Anquetil, abbén och Jacques Stekvändare tvingas fly från platsen, och tar med sig Jahel, som även herr d'Anquetil förälskat sig i. De ger sig av mot Lyon, men Mosaïde och herr d'Astarac följer efter dem, för att ta tillbaka Jahel. I ett svartsjukt fanatiskt vansinnesdåd knivhugger Mosaïde abbén, även om herr d'Astarac menar att det är sylferna och salamandrarna som har hämnats honom för hans känslor för Jahel. Abbén avlider, och på dödsbädden, återkallar han, vars liv bestått av idel äventyr och motgångar, allt han har predikat för Jacques:
| ”                                                 | Min son, förkasta både mitt föredöme och de maximer jag kunnat framställa för dig under min galenskap, som tyvärr har varat hela mitt liv. /../ Lyssna icke till dem, vilka liksom jag komma med spetsfundigheter om det goda och det onda. /../ Ty Guds rike består ej i ord utan i dygd. | „ |
| – Ur Drottning Gåsfot, från en upplaga från 1928. | |   |

Boken avslutas sedan med att Jaques återvänder ensam till Paris, återförenar sig med sina föräldrar, samt tar över en bokaffär på andra sidan gatan från stekboden, som den gamle fadern nu har övergivit. Herr d'Astaracs slott brinner ner, alla texter försvinner, Mosaïde drunknar i en flod på flykt från slottet, och herr d'Astarac uppslukas av lågorna.

## Karaktärer
- Jacques Ménétrier, bokens protagonist, ung lärd som är barn till fattiga föräldrar, men som utbildas av präster och filosofer. Slår sig i romanens slut ner som en bokhandlare där han tar hand om sina åldrande föräldrar.[1]

- Abbé Jérôme Coignard, latinsk och grekisk lärd som utbildar Jacques och som uppskattar det som den mänskliga kroppen har att erbjuda. Mosaïde, Jahels farbror tillika älskare, mördar abbé Coignard som felaktigt tror att Jahel är förälskad i honom.[1]

- Hercule d'Astarac, förmögen filosof, alkemist och kunnig inom det ockulta, som äger ett förfallet slott där många lärda studerar metafysik. Hans slott fattar eld i bokens slut, och d'Astarac dör av flammorna.[1]

- Den unga, vackra juden Jahel är Jacques älskarinna, som överger sin äldre älskare tillika farbror, Mosaïde, för att acceptera Jacques. Maurice d'Anquetil stjäl dock hennes hjärta, och hon överger således Jacques, även om hon fortfarande älskar honom.[1]

- Maurice d'Anquetil är en adelsman som först älskar Catherine, men som senare i romanen stjäl Jacques älskarinna Jahel. Han och Jacques är icke desto mindre goda vänner.[1]

- Mosaïde är en äldre judisk bankör som tog med sig sin brorsdotter Jahel när han flydde från Spanien efter att ha mördat en kristen. Han låtsas studera hebreiska texter och bor i en liten stuga på d'Astaracs egendom, men när huset brinner springer han rakt ner i en mosse och drunknar.[1]

- Catherine, knypplare som senare blir kurtisan. Hon återkommer i Jacques liv åtskilliga gånger. Hon älskar Jacques, även om hon och herr d'Anquetil har en kärleksaffär.[1]

- Broder Ange är en kapucin som lärde Jacqies alfabetet. Han fängslas för att ha bråkat full, och är förälskad i Catherine, som han vid ett tillfälle flyr iväg med.[1]

- De la Guéritaude, förmögen skatteindrivare som förser Catherine med ett fint hus. Han är konstant arg på henne då hon beblandar sig med andra män. Han skadas svårt när d'Anquetil, abbé Coignard, Jacques och Catherine, efter att ha låst ute honom från sitt hus, ger sig på honom eftersom han har stört dem.[1]

- Jeannette är en positivhalare på en restaurang som lär Jacques om kärlek.[1]